# 江淮巡抚
江淮巡抚，為清朝末期設立的一個巡撫職位。
清德宗光绪三十年十二月廿二日（1905年1月27日），清朝裁撤漕运总督，将江宁布政使辖区的江宁府、淮安府、扬州府、徐州府和通州直隶州、海州直隶州设为江淮省。江苏布政使辖区的镇江府、常州府、苏州府、松江府和太仓州为江苏省。设江淮巡抚，原漕运总督恩寿担任江淮巡抚，省会设于淮安府，实际驻地为清江浦原漕运总督衙门。江淮布政使仍设江宁。光绪三十一年三月十七日（1905年4月21日），下令裁撤江淮巡抚，江淮省重新并回江苏省，
江淮巡抚
- 恩寿（1905年1月27日—4月21日）